# Fotoelektron

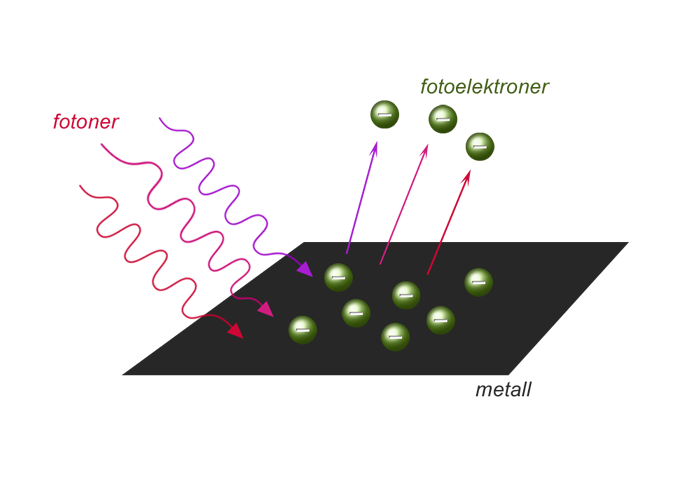
Elektroner som utstrålas på grund av fotoelektrisk effekt kallas för fotoelektroner

En fotoelektron är en elektron som utsänds på grund av fotoelektrisk effekt.
Fotoelektronen har rörelseenergin {\displaystyle E_{k}=hf+(-W_{0})}, där {\displaystyle W_{0}} är utträdesarbetet från materialet den utsänds från, {\displaystyle f} är fotonens frekvens och h är Plancks konstant. Det är endast när fotonens energi, {\displaystyle hf}, är större eller lika med utträdesarbetet {\displaystyle W_{0}} för metallen som man kan få fotoelektroner.